# Nei treni la notte
Nei treni la notte è un singolo del cantante Frah Quintale, pubblicato il 21 luglio 2017 come quarto estratto dal primo album in studio Regardez moi.

## Video musicale
Il videoclip del brano, realizzato dallo stesso cantautore, è stato pubblicato il 6 settembre 2017 sul canale YouTube di Undamento.

## Tracce
1. Nei treni la notte – 3:01